# Melkøya
Melkøya (del sami septentrional: Muolkkut ‘«isla de leche»’) es una isla ubicada en la costa norte de Noruega, cercana a la ciudad de Hammerfest en el condado de Finnmark.
En la isla se construyó una instalación de almacenamiento y transformación de gas natural del yacimiento  Snøhvitfeltet («campo Blancanieves») del mar de Barents. Esta planta es la mayor de su género en Europa y ocupa la totalidad de la superficie de la isla. El gas es transportado a través de un gasoducto de 143 km de largo rumbo a Melkøya. Allí es procesado y convertido en gas natural licuado. Después de esto es envasado en los petroleros, también conocidos como buques cisterna, para su exportación.
La construcción de la planta se inició en el 2003. La Statoil entró en funcionamiento en el otoño de 2007. Después de su puesta en marcha en agosto del mismo año, la planta fue cerrada en noviembre debido a problemas técnicos. Mientras que el gas se quemaba, considerables cantidades de dióxido de carbono, óxidos de nitrógeno y hollín cancerígeno se arrojaban al medio ambiente. En enero de 2008 la planta entra de nuevo en funcionamiento, parcialmente, teniendo en cuenta los excedentes de gas que se habían perdido. Momento en que realizaba su primera entrega.

## Historia
Respecto al proyecto de construcción de la Statoil, que se llevó a cabo entre los años de 2001 y 2002 se adelantó una investigación arqueológica. Encontrándose vestigios de asentamientos humanos que datan de la Edad de Piedra, y se remontan hasta el fin de la última Edad de hielo.
Antes de la Segunda Guerra Mundial Melkøya estaba habitada desde hace mucho tiempo. En la isla había una pequeña reserva de vacas y ovejas. Junto a Hammerfest la isla fue ocupada por fuerzas armadas alemanas, evacuada intempestivamente fue emplazada una batería de la Wehrmacht. El sitio fue cercado con alambre de púas y minas terrestres. Después de terminada la guerra, la colonia agrícola, y sus implementos fueron abandonados en 1951, era imposible su habitabilidad debido a la cantidad de minas que representaban un peligro para la seguridad de los pocos residentes y el ganado. Durante la evacuación de Melkøya en el verano del 2002 partes de una de las casas más antiguas de la isla fue enviada a Hammerfest para su restauración y administración por parte del Gjenreisningsmuseet (Museo Noruego de la Reconstrucción).